# スーパーリアルベースボール
スーパーリアルベースボール（SUPERREAL BASEBALL）
1. 『スーパーリアルベースボール'88』 - 1988年にバップが発売したファミリーコンピュータ用野球ゲーム。本項で述べる。
2. 2004年7月2日よりセガ（開発：セガワウ）が配信しているS!アプリ対応の野球ゲーム。

スーパーリアルベースボール'88（SUPERREAL BASEBALL '88）とは1988年7月30日にバップから発売されたファミリーコンピュータの野球ゲームである。

## 概要
『プロ野球ファミリースタジアム』の大ヒットの余韻が冷めぬ1988年夏、各社からポスト『ファミスタ』を狙って発売された野球ゲームの中において最も野心的な作りがなされていたのが本作である。
「プロ野球12球団面白認定ゲーム」と銘打ち、日本で発売された野球ゲームで初めて日本プロ野球と公式にタイアップされ、日本野球機構に許可を受けてファミリーコンピュータはおろか、PCやアーケードを含めた野球ゲーム全体で初めて球団名、選手名を実名で登場させたことで他の野球ゲームとの差別化を狙ったのが最大の特徴であり、この手法を採った野球ゲームは、当時としては例外であった。これは当時としては画期的な要素であり、これにより歴代のコンシューマ野球ゲームで唯一阪急ブレーブスと南海ホークスが現存球団として実名で登場するゲームゲームとなった。また当時開場したばかりの東京ドームを舞台とすることで、実在する球場を初めて実名で登場させたゲームでもある（ただし他の野外球場は登場せず、全試合ドーム球場での試合となる）。日本人選手はひらがな、外国人選手はカタカナに分けられており、5文字以上の名前の選手にも対応している。
上記にあるように本作は『ベストプレープロ野球』、『究極ハリキリスタジアム』ら同時期発売の他社の野球ゲームとの競作の形となり、ゲーム雑誌『ファミコン通信』誌上には2ページ見開きで「ベースボール、ファミスタ、燃えプロ、エキサイティング この4本は大事にしまっておきます。」といった他社の野球ゲームソフト名を堂々と出した広告が出され話題となった。しかし実際の評価としては「リアルさにこだわりすぎて野球ゲームの楽しさを取り違えた（当時の『少年ジャンプ』の評）」などと最も格下の扱いであり、他の野球ゲームのようなシリーズ化には至らなかった。

## ゲームシステム
ゲームの操作感においてもリアルさを追い求めた野心的な作りがなされているがコントローラーの頻繁な操作が求められ、現在の基準からしても複雑で難しい。例えばピッチャーの投球ではモーション開始とリリースの2回ボタンを押す必要がありその時間差でボールの高低を調整し、さらに変化球を投げたい時はこの短い間に曲げたい方向の十字キーを連打する必要がある。
守備においては野手の移動は全てマニュアル操作となっている。守備画面は当時から現在まで主流の見下ろし視点ではなく全てキャッチャー方面からのグラウンド視点で行うため、独特の慣れが必要となる（例えばフライ球はボール自体が見えなくなり、ボールの影と音を頼りに野手を操作するケースが多い）。さらには味方野手からの送球を含む全ての捕球機会で、捕球ボタンを押していないと100パーセント落球する。守備側がアウトを1つ取るたびにブザーのようなけたたましい音が鳴る。一方でセーフの時は何の音もしない。さらに明らかなセーフの時は送球の途中で画面が切り替わってしまう。
攻撃側の操作は守備時ほど複雑ではないがそれでも投手が一球投げるごとのバットの構えなおし、走者のリードといった瑣末な行為にまでコントローラーによる操作が必要となる。もっとも、ヒッティングポイントの表示など現在の野球ゲームを先取りしたような要素も見受けられる。

## その他
ウォーレン・クロマティ（当時・読売ジャイアンツ）がイメージキャラクターで雑誌広告や箱にも使われているが実際のクロマティはこの年の6月、阪神タイガースの久保康生投手から死球を受け骨折したため、以降シーズン終了まで試合に出場しなかった。
発表当初は1988年5月22日発売予定と広告に出たが、何度か発売延期を繰り返している。最終的に同年7月30日に発売が延期された理由としては、同年6月に当時近鉄バファローズの主力選手、リチャード・デービスが大麻不法所持で逮捕、解雇が決定し、同選手のデータを削除をしなければいけなかったことが一因である。一方、雑誌広告での延期の告知では、シーズン開幕以降に活躍した最新の選手データを入れたい、東京ドームの思ったより打球が伸びるデータを再現、予想以上のROM生産をしないといけないと銘打っていた。
雑誌広告のキャッチコピーは糸井重里が担当（「くろまてがクロマティになる」）。ゲーム誌に掲載された広告では、1ページ3分の2のスペースを使った大文字で毎号違う内容のコピーを掲載していた。
一人プレイ中、フライを打ってタッチアップせずにランナーをホームに走塁させた場合、試合の進行が止まってゲームが進まなくなるバグがある。この事は説明書に明記されており、その場合リセットを押して試合をやりなおすよう指示がなされている。
1990年頃、ユニコーンの奥田民生が音楽雑誌で「クソゲーとはなんぞや」という題のコラムを執筆した際、いわゆるクソゲーの代表例として、本作と『いっき』を取り上げ、ゲーム内容や操作性を解説している。また、そこでは福岡で同じくユニコーンのメンバーである阿部義晴と二人で本作を購入したが、難易度の高さから二人とも一度しかプレイしていないことも明かしている。